# بريمة (أداة)

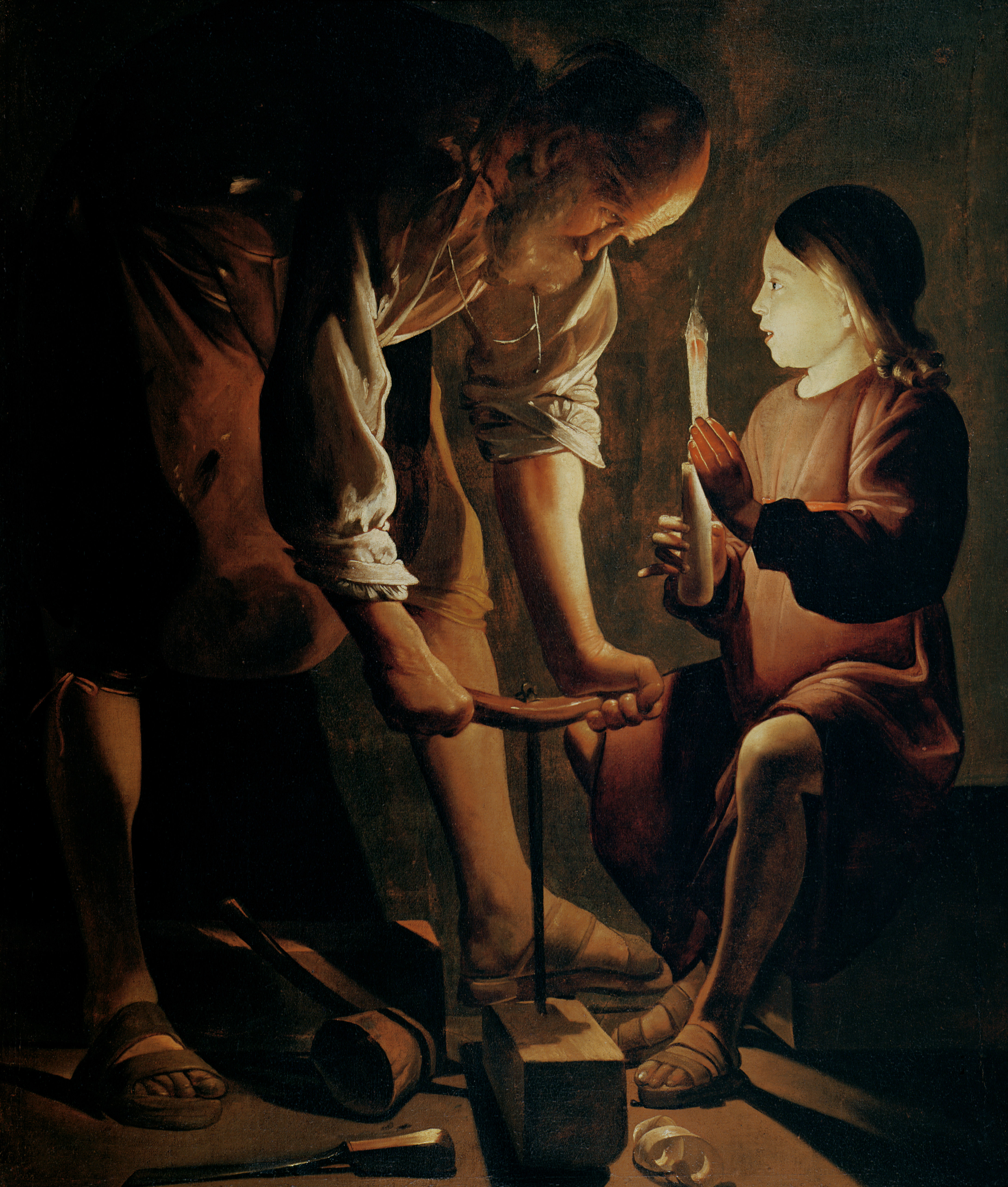
لوحة رسمها جورج دو لا تور للقديس يوسف وهو يستعمل البريمة.

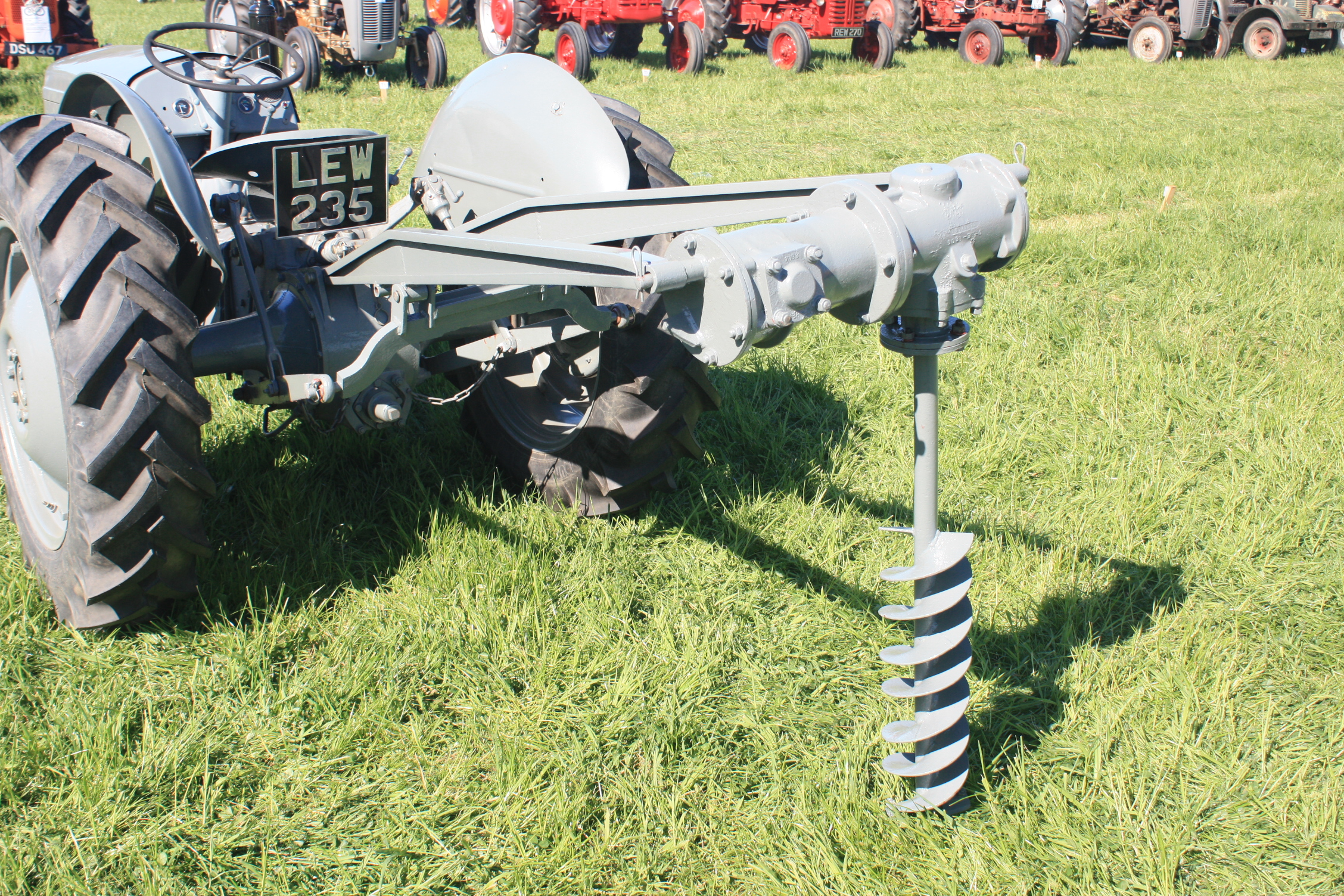
بريمة تستخدم في حفر الأرض

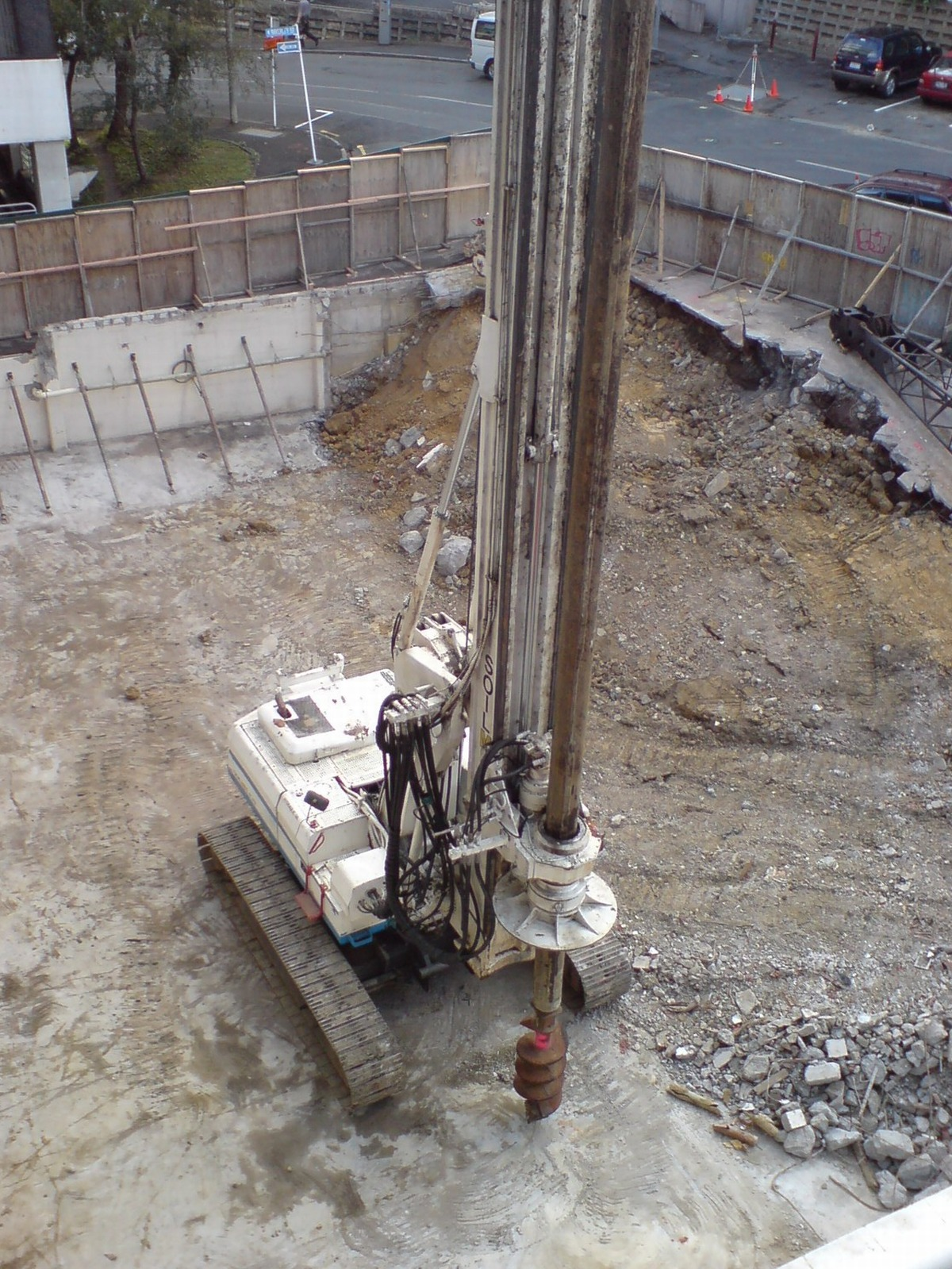
بريمة حفر تستخدم في التشييد

البَرِّيمَة هي أداة لحفر الأرض أو لثقب الخشب أو المواد الأخرى، ويتكون من عمود معدني دوار بشفرة لولبية في الأسفل.

## الأنواع

### بريمة ثقب الخشب
يحتوي التصميم القديم على شفرة لولبية تلتف حول الطرف السفلي من العمود. تُشحذ الحافة السفلية للشفرة وتُستخدم لكشط الخشب؛ تقوم بقية الشفرة برفع الرقائق بعيدًا عن الطريق. تستخدم يدويا عن طريق إمساك بمقبض على شكل حرف T متصل بالجزء العلوي من العمود.
تحتوي النسخ الأكثر حداثة على لُقَم البريمة مزودة بشفرات متعددة في مواضع مختلفة.  تحتوي النسخ الحديثة أيضًا على وسائل مختلفة لقيادة العمود، مما ينتج عنه أدوات مختلفة مثل المثاقب اللفافة أو المثاقب الدولابية (Wheel drill)، والمثاقب الكهربائية.

### بريمة حفر الأرض

#### ذات شفرة
التصميم الأكثر شيوعًا لبريمة حفر الأرض يحتوي أيضًا على شفرة لولبية تلتف حول الجزء السفلي من العمود. تقوم الحافة السفلية للشفرة اللولبية بكشط الأوساخ الموجودة في أسفل الحفرة، وتعمل بقية الشفرة كناقل لولبي لرفع التربة السائبة بعيدًا عن الطريق. عندما تصل الحفرة إلى العمق المطلوب وتُسحب الأداة للخارج، تزيل الشفرة اللولبية الأوساخ السائبة المتبقية.

#### يدوية

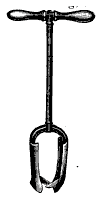
بريمة حفر بشفرتين بدلاً من اللولب

يمكن استخدام بريمة حفر الأرض يدويًا، من خلال مقبض أفقي على شكل حرف "T" في الجزء العلوي من القضيب.